# Ostrów Wielkopolski (stacja kolejowa)

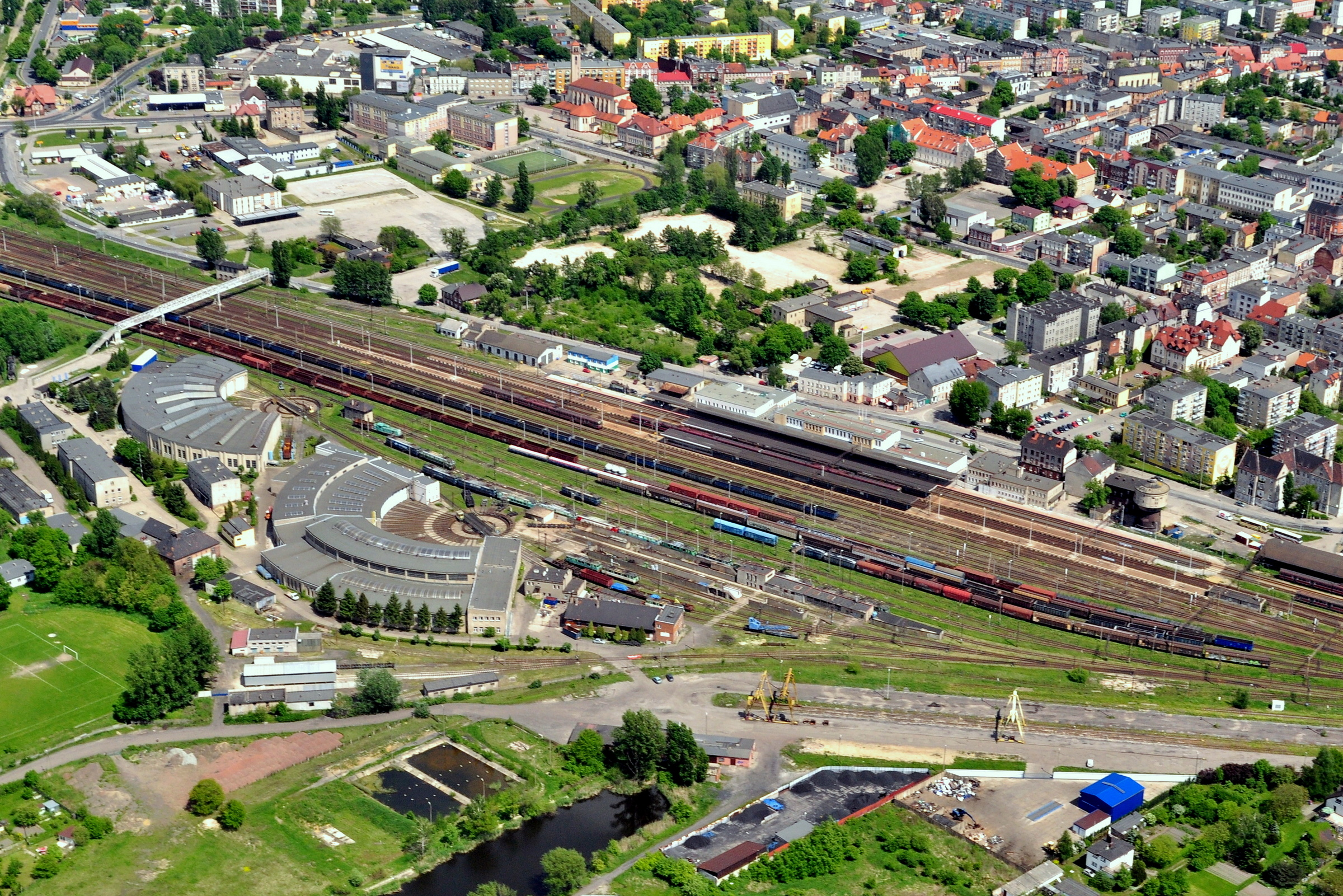
Węzeł kolejowy ze stacją

Ostrów Wielkopolski – stacja kolejowa kategorii dworca regionalnego w Ostrowie Wielkopolskim, w województwie wielkopolskim.

## Ruch pasażerski
| Rok  | Wymiana roczna | Wymiana pasażerska na dobę | Miejsce w Polsce |
| ---- | -------------- | -------------------------- | ---------------- |
| 2017 | 1 060 000      | 2900                       | 83.              |
| 2018 | 1 390 000      | 3800                       | bd.              |
| 2019 | 1 500 000      | 4100                       | 84.              |
| 2020 | 915 000        | 2500                       | 87.              |
| 2021 | 1 060 000      | 2900                       | 89.              |
| 2022 | 1 533 000      | 4200                       | 84.              |
| 2023 | 1 642 500      | 4500                       | 80.              |
| 2024 |                | 4800                       | 81.              |

## Historia[7]
Stację wybudowano w 1875 na pierwotnie jednotorowej linii kolejowej Poznań–Kluczbork (linia uruchomiona 10 grudnia tego samego roku, dł. 200,9 km) przez Towarzystwo Poznańsko-Kluczborskiej Kolei Żelaznej. Nosiła wówczas nazwę Ostrowo. W 1884 roku linia została wykupiona przez państwo pruskie, a przed 1899 rokiem rozbudowaną ją do dwutorowej. 1 października 1888 stała się stacją węzłową dzięki budowie trasy Leszno - Krotoszyn - Ostrów (dobudowano wówczas peron III). Kolejnymi odnogami linii kluczborskiej były ciągi: do Skalmierzyc (budowany na koszt powiatu w latach 1895-96, do linii dwutorowej rozbudowany w 1912) i do Odolanowa (1 października 1909, z przedłużeniem rok później do Grabowna Wielkiego). W latach 1906–1922 przez węzeł kursowały pociągi relacji Warszawa - Poznań, a od 1910 Warszawa-Wrocław. 
W latach 1905–6 nad linią przerzucono Most Odolanowski oraz zmieniono przebieg linii do Skalmierzyc i Rosji (dotychczasowy tor przez ul. Raszkowską stał się bocznicą przemysłową, a linię poprowadzono obecną ul. Osadniczą i dalej jak wcześniej Torową). W czasie okupacji hitlerowskiej przebudowano całkowicie stację (układ i liczbę torów, nowe nastawnie). W 1941-42 przebudowano tory przy ulicy Kościuszki i zbudowano wiadukt na Parkowej. Postawiono nowy Most Odolanowski i poszerzono Most Krotoszyński. W 1942–43 zlikwidowano tory na obecnych ul. Osadniczej i Torowej, a linię do Skalmierzyc przeniesiono za północne granice miasta w okolice Starego Stawu. Zlikwidowano też wiadukt między dzisiejszymi ul. Spichrzową a Młyńską.
W 1920 r. stację przemianowano na Ostrów Wielkopolski, którą, z krótką wojenną przerwą, nosi do dzisiaj. Wszystkie linie wychodzące ze stacji zelektryfikowano w latach 1973–1987.
20 kwietnia 1919 roku przez Ostrów Wielkopolski przejeżdżał pociąg z Armią gen. Hallera. Uroczyste powitanie żołnierzy na pierwszej polskiej stacji zostało utrwalone na najstarszym zachowanym ostrowskim filmie.
Dworzec wybudowany w 1875 r. według kierownictwa DOKP nie spełniał wymogów dynamicznie rozwijającego się miasta i narastających przewozów pasażerskich i towarowych, dlatego w 1966 r. powstał projekt całkowitej przebudowy dworca, przylegających pomieszczeń i obszernego placu przed budynkiem. Całkowicie została zmieniona bryła budynku w niczym nie przypominająca dawnego. Nowy modernistyczny budynek zaprojektowany został przez Kazimierza Serowskiego. Zostały zbudowane poczekalnie, cześć gastronomiczna i administracyjna. Otaczające budynek budowle z muru pruskiego zostały rozebrane, a w ich miejsce wybudowano nowe, w których zlokalizowano m.in. stołówkę dla pracowników kolejowych i ich rodzin. Z lewej strony budynku zostały wybudowane pomieszczenia poczty. Całkowitą modernizację przeszedł tunel peronowy, wiaty peronowe oraz w 2016 roku wszystkie perony. Przebudowano całkowicie plac przed dworcem i zmieniono oświetlenie. Zmodernizowany dworzec posiada kubaturę 11.200 m³.
Stacja dzieli się na dwie części: osobową i towarową. Posiada dwie parowozownie i wagonownię. W pobliżu stoi, nieużywana obecnie, wieża wodna z 1912 r. Perony zadaszone są wiatami. Na stacji używane są semafory świetlne.

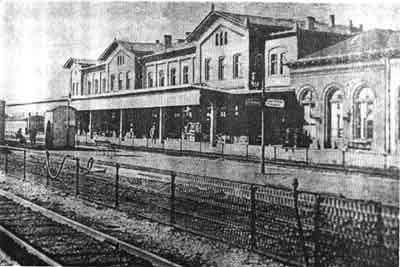
Dworzec kolejowy pod koniec XIX w.
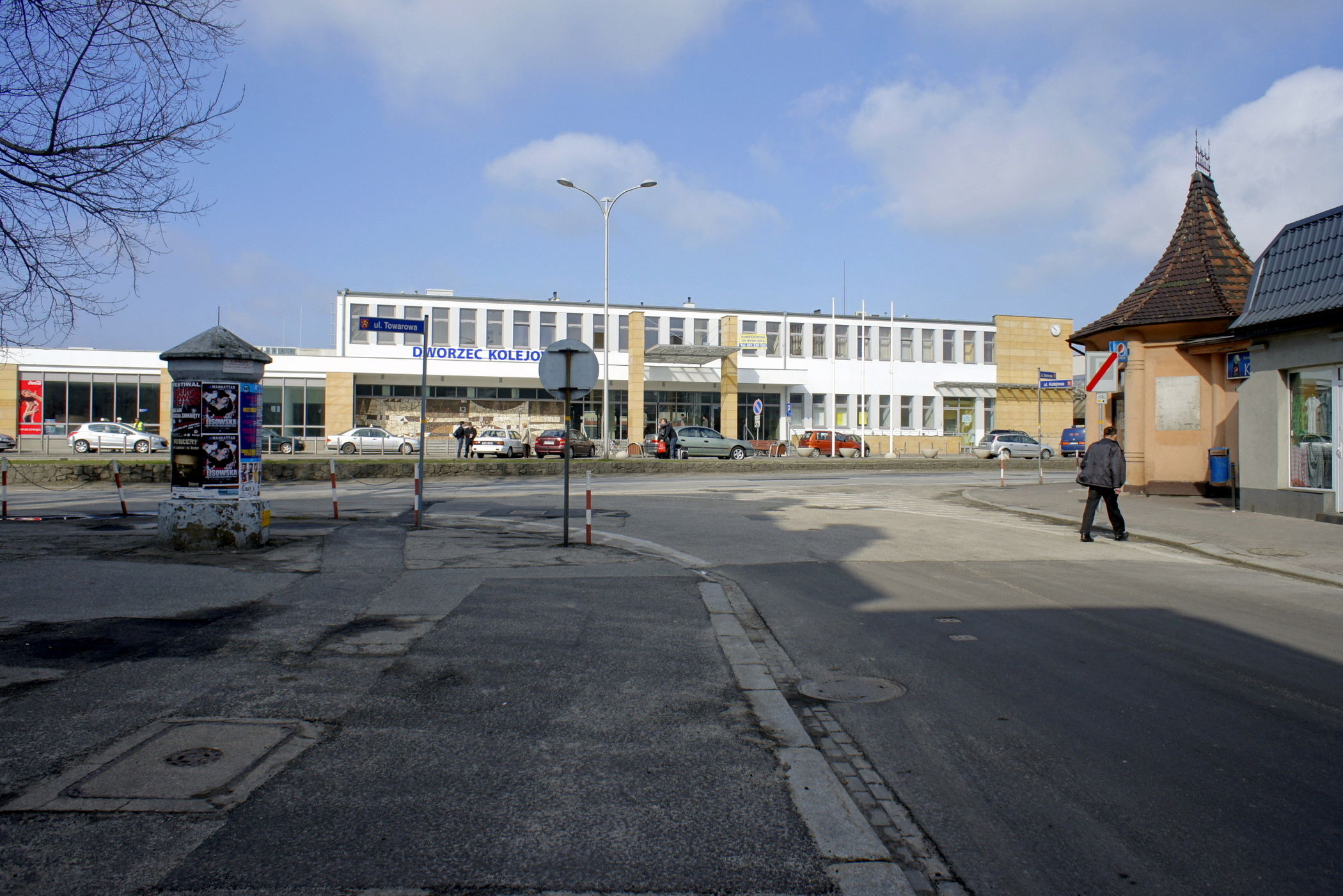
Elewacja frontowa dworca
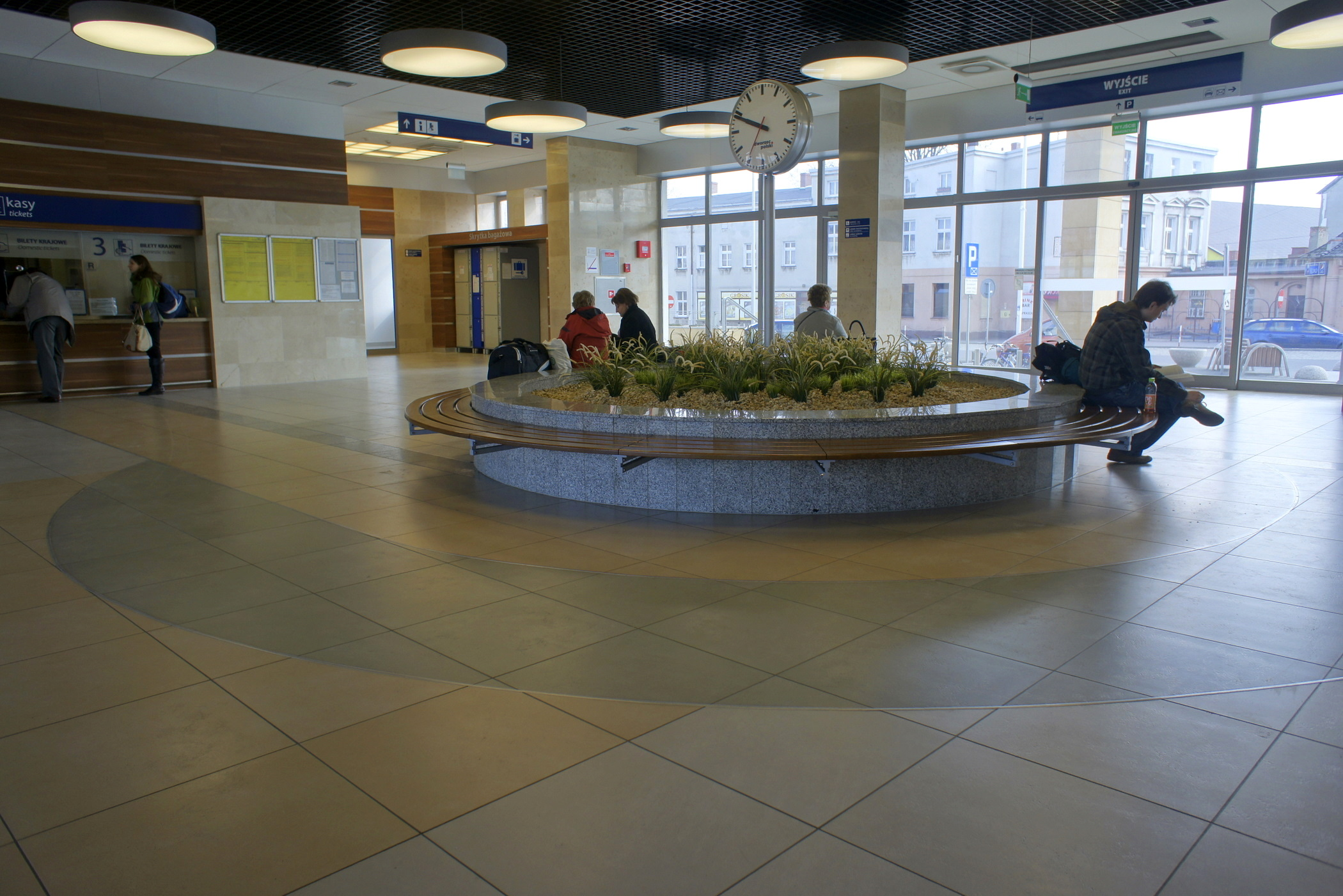
Hall kasowy i poczekalnia
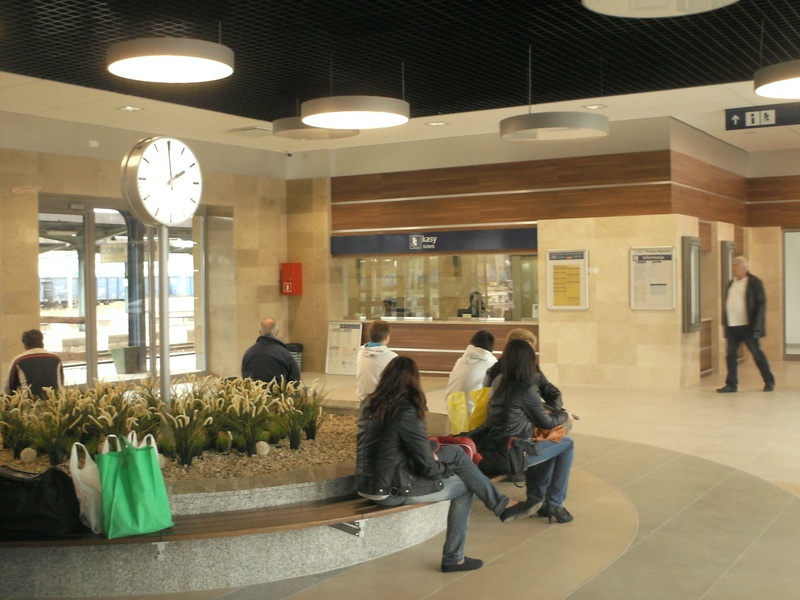
Wyjście na perony
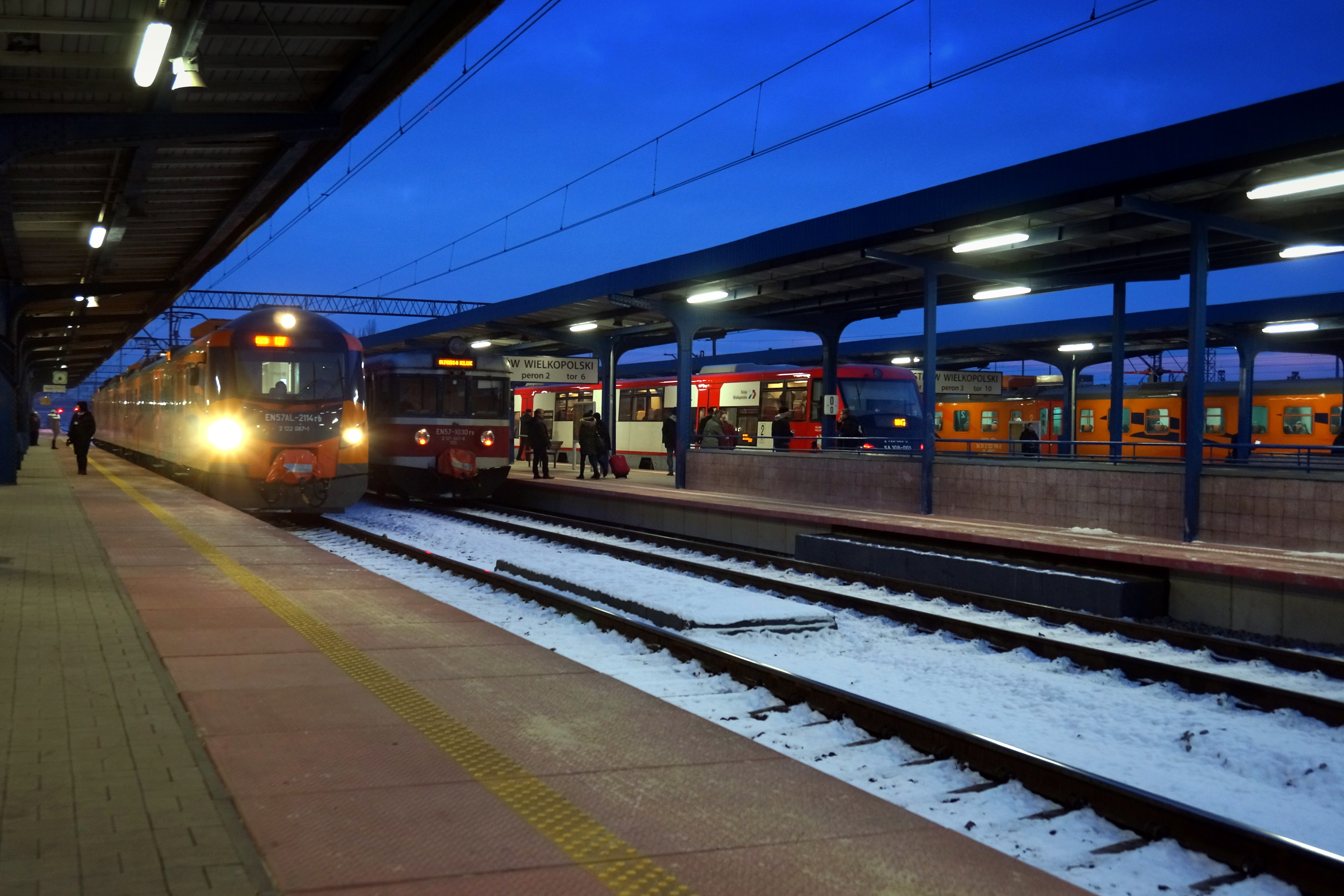
Perony o zmroku
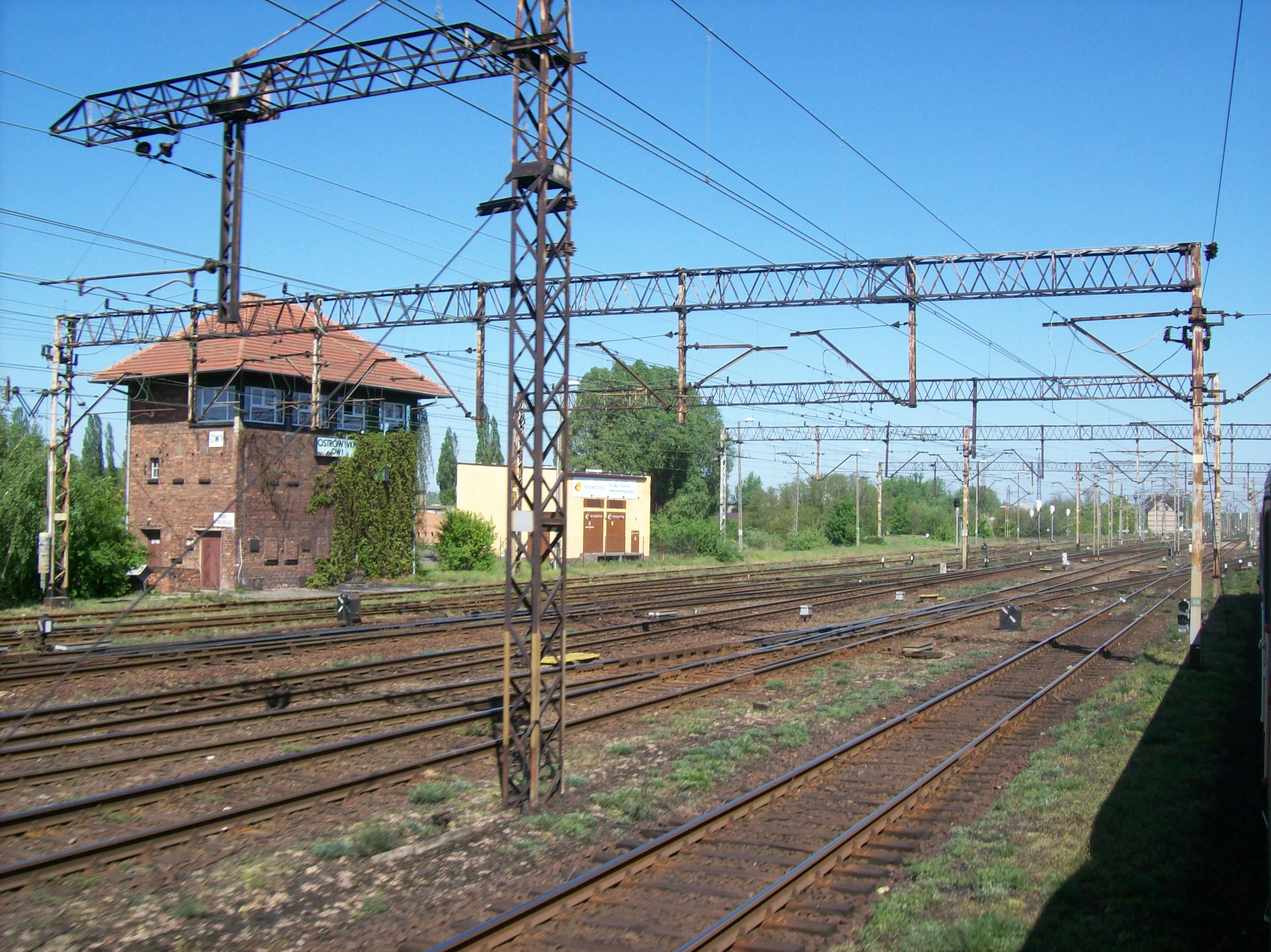
Nastawnia
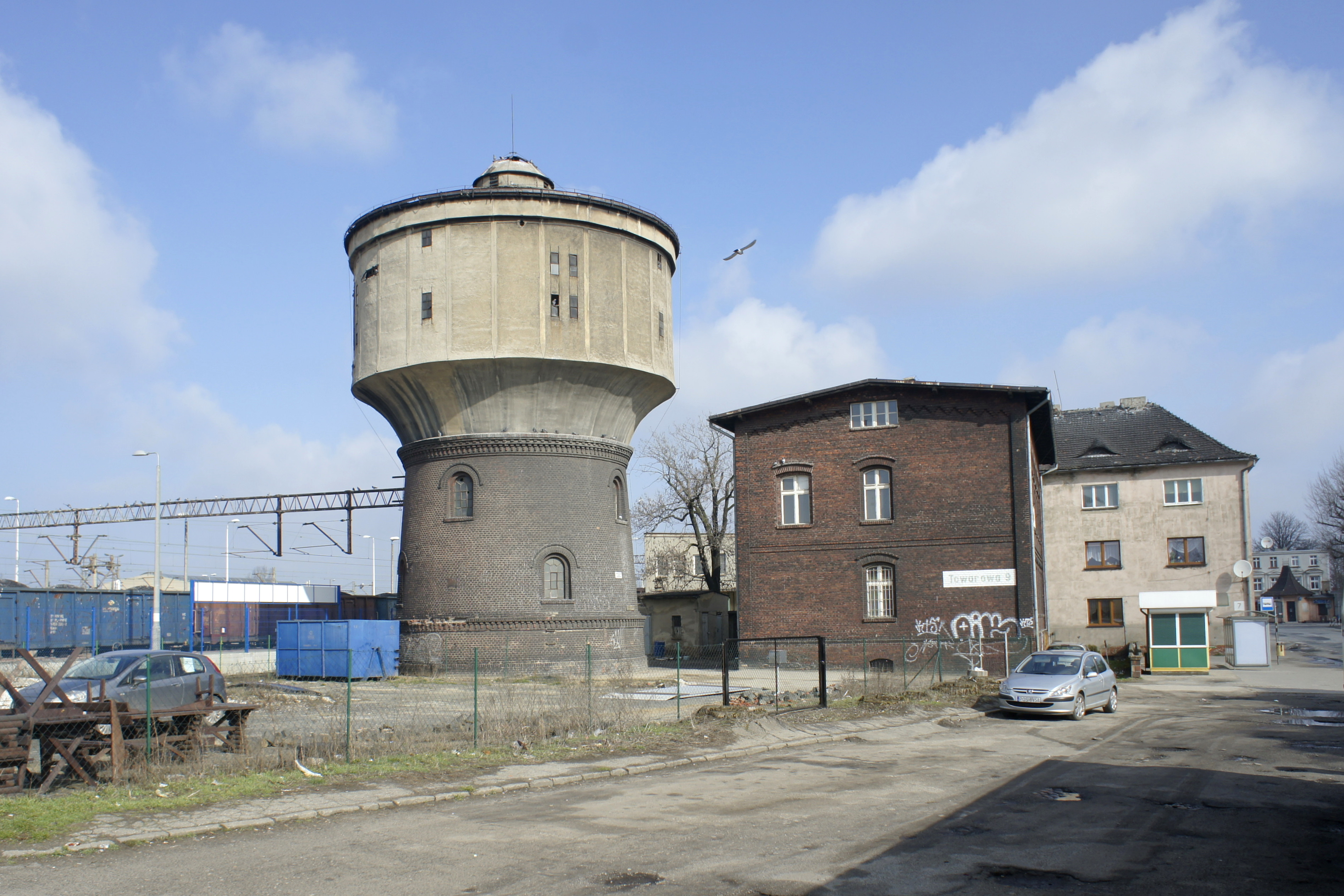
Wieża ciśnień
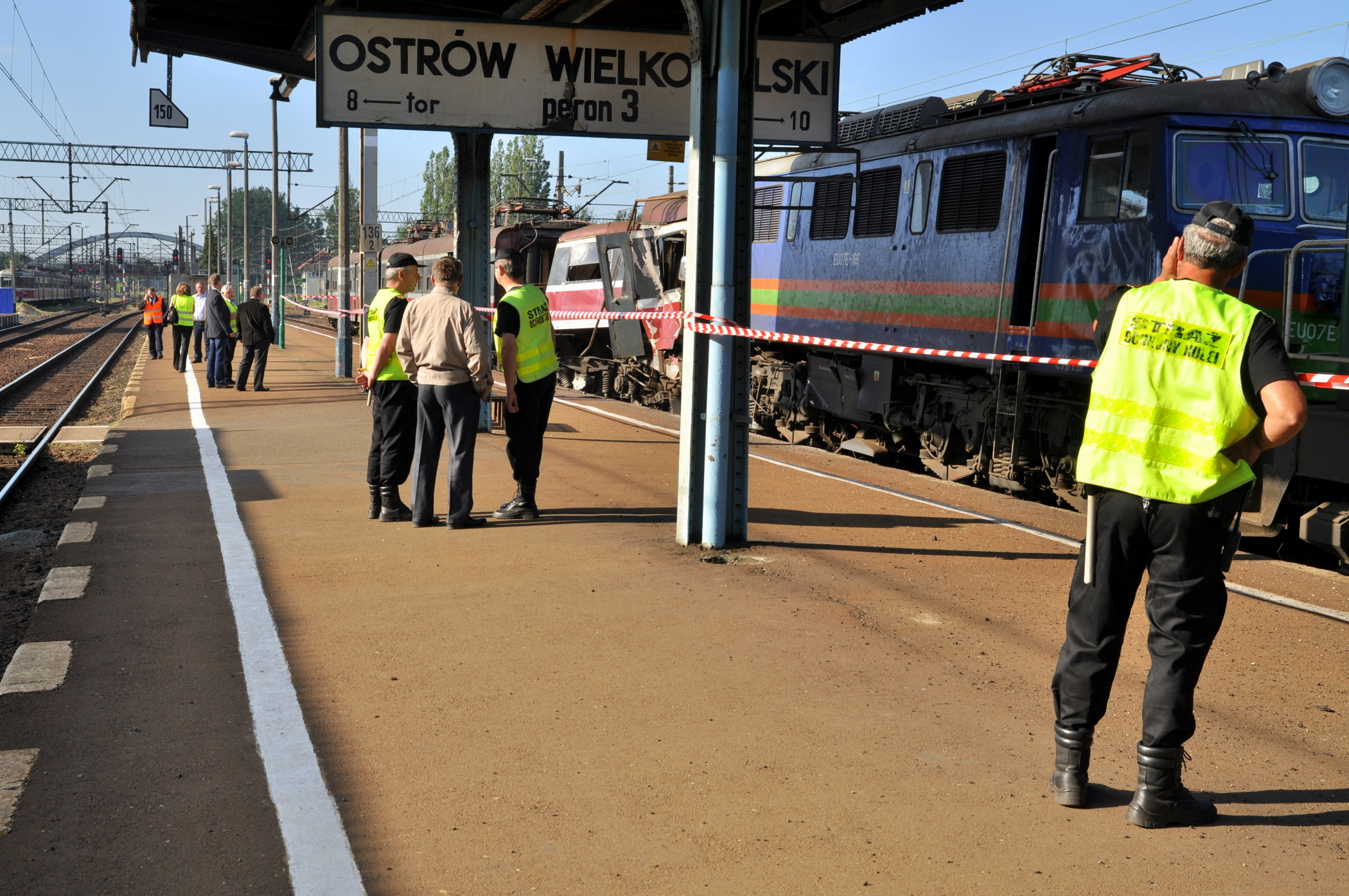
Zderzenie pociągów w 2012 r.
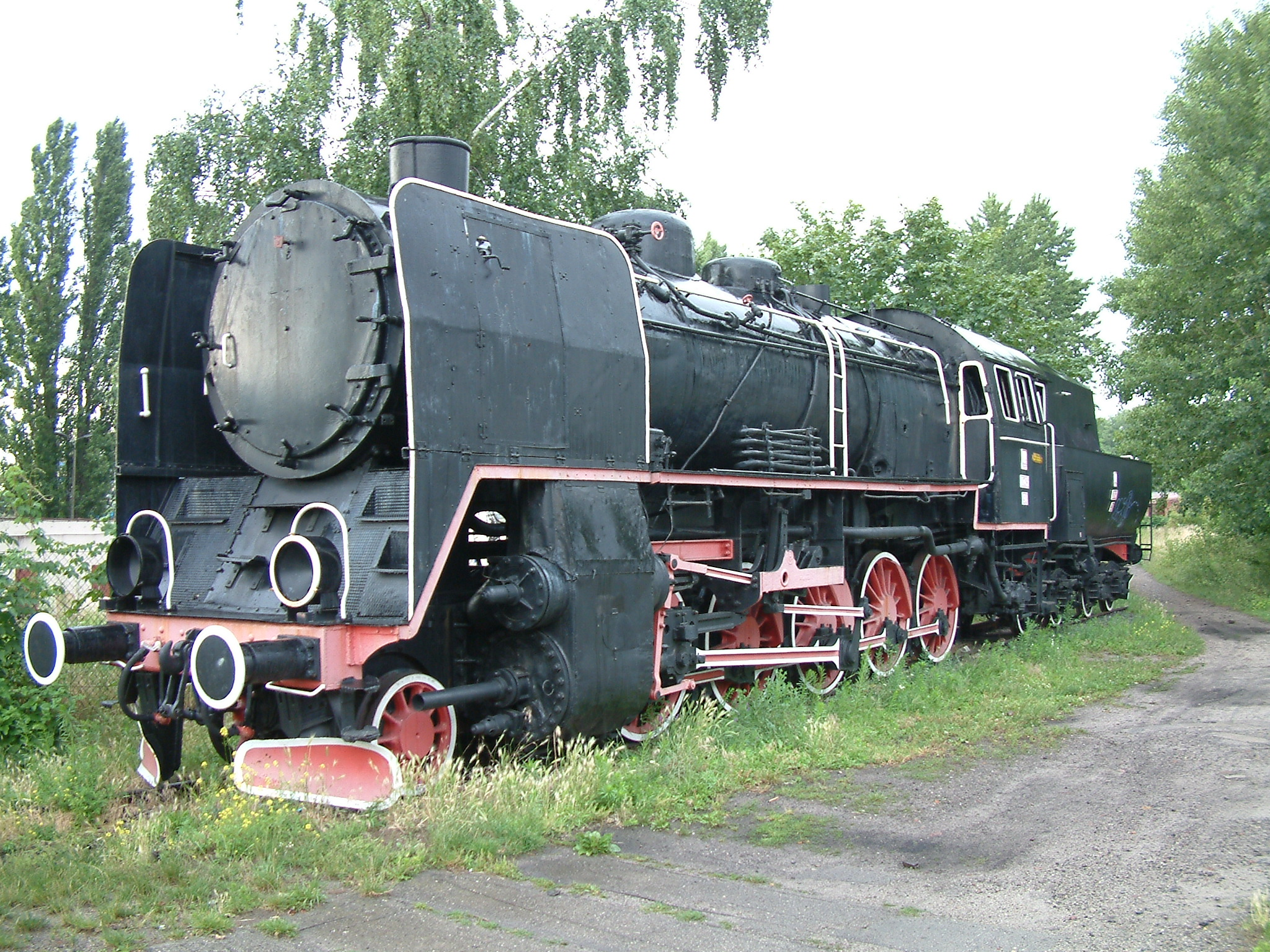
Parowóz Ty45 przed lokomotywownią
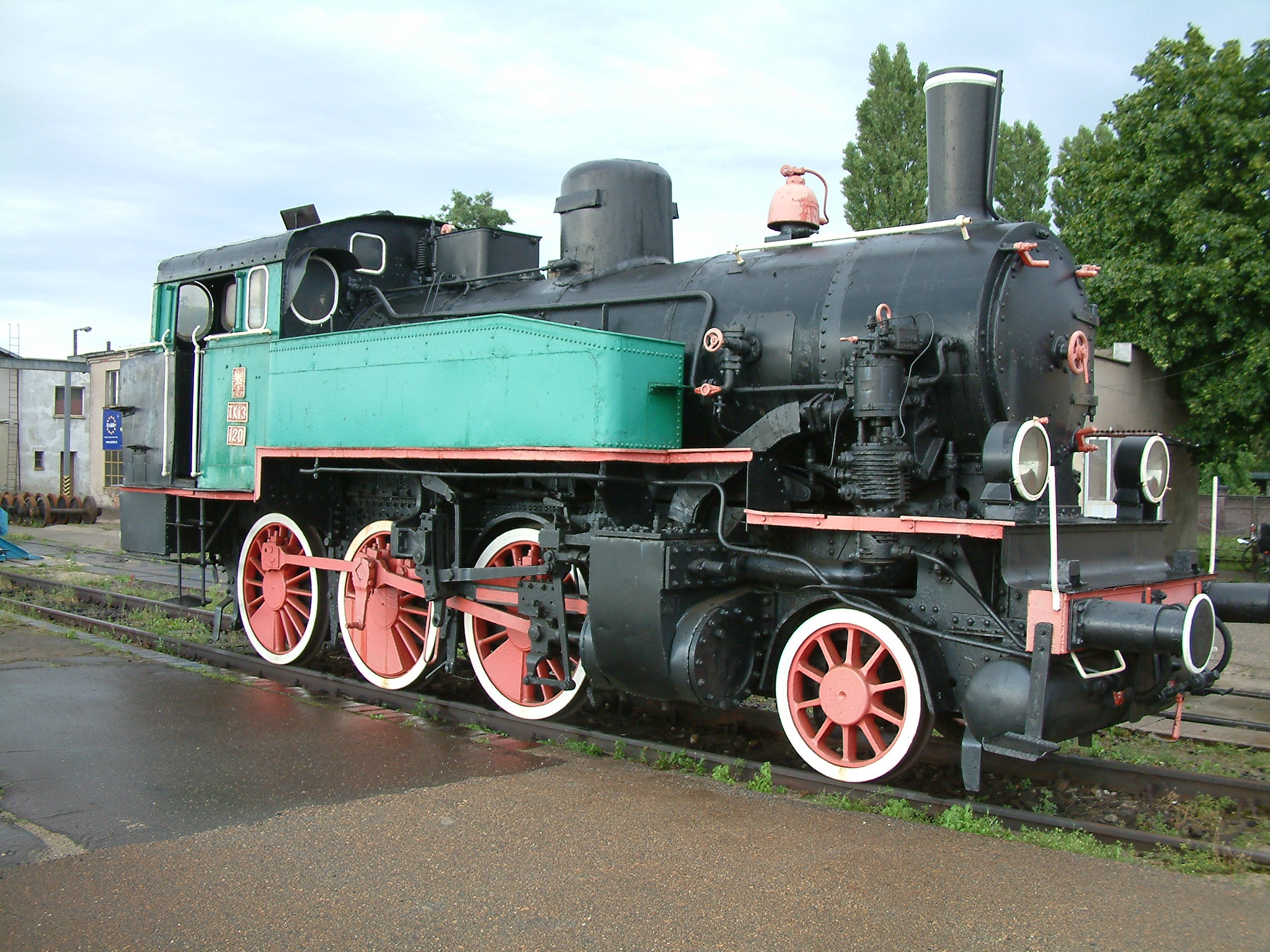
Parowóz TKi3 przy dworcu
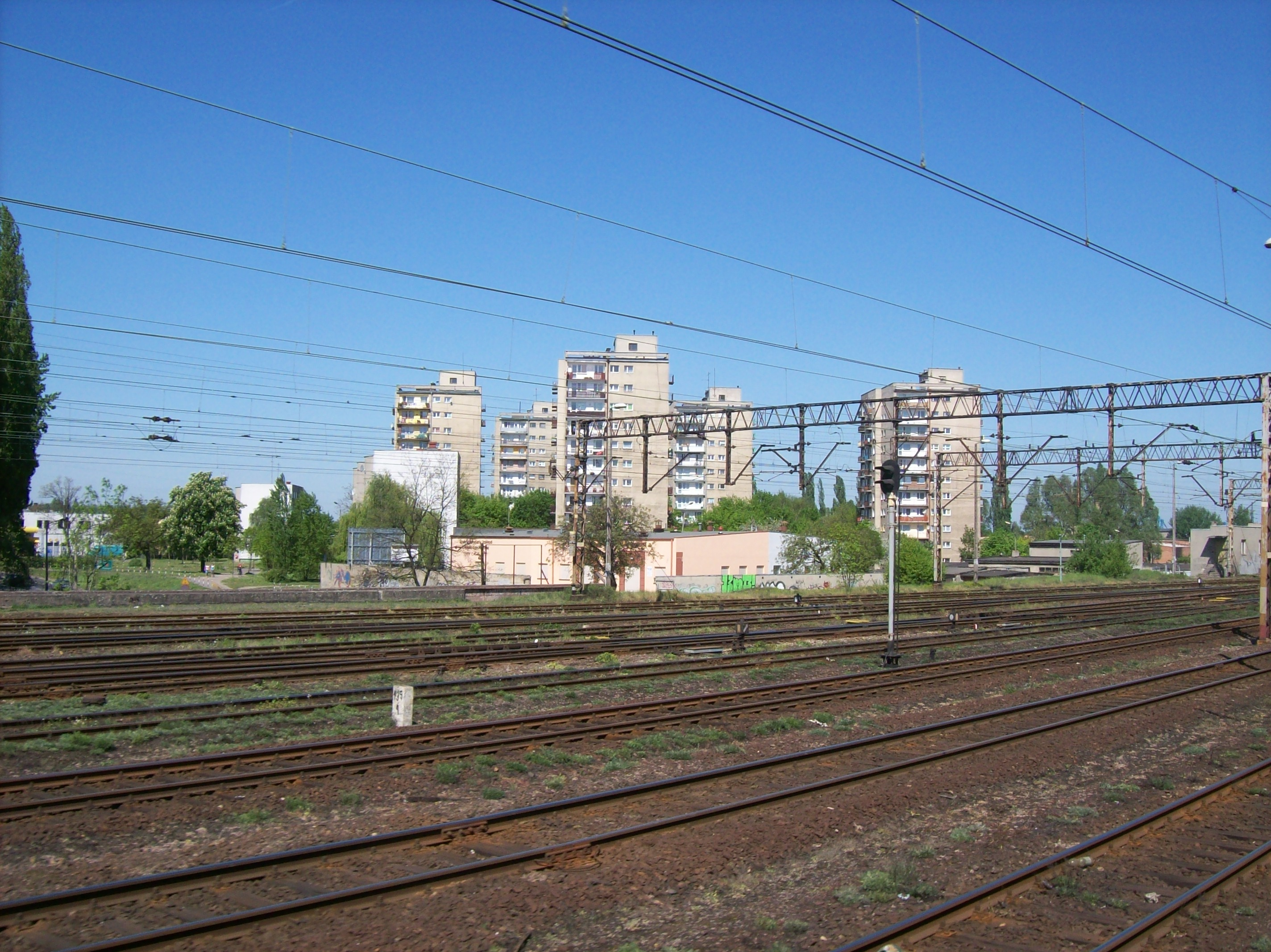
135,1 km linii kolejowej nr 14. Zabudowa mieszkaniowa w postaci bloków z "wielkiej płyty" widziana z pociągu na linii kolejowej 272 i linii nr 14 w Ostrowie Wlkp.